# 高橋良
高橋 良（たかはし まこと）は、山口放送の男性アナウンサー。

## 概略・経歴
神奈川県横浜市出身。明治大学政治経済学部政治学科を卒業後、2004年に山口放送に入社。
2008年から少年サッカーを担当していたが、2010年から竹重雅則の後任として高校サッカーを担当するようになった（竹重の後を受け継いで、全国高等学校サッカー選手権大会全国大会の実況グループに加わっている）。また、2009年4月から他の男性アナウンサーや男性パーソナリティーと共に昼のラジオを担当するようになったが、2011年4月から、長年ニュースキャスターを務めた中谷隆宏の卒業を受けて、向田好美の相手役としてニュースを担当するようになった。

## 人物
趣味は、音楽鑑賞、スポーツ観戦(特に箱根駅伝)、麺食い(特に横浜家系ラーメン)。

## 出演番組
現在の出演番組
テレビ
- Kry news every.（2024年4月1日～）（月曜～木曜）
- 全国高等学校サッカー選手権大会（2010年～）
- 防府読売マラソン

その他
- スカパー! Jリーグ中継（レノファ山口FCホームゲーム実況担当）[2]
- 24時間テレビ 「愛は地球を救う」(KRYパーソナリティー、2011年～2013年、2015年～)

過去の番組
テレビ
- 熱血テレビ（木曜）
- KRYニュース
- スクープアップやまぐち
- KRYニュースライブ

ラジオ
- お昼はZENKAI ラヂオな時間（月曜・水曜）
- こりゃえーが
- KRYニュース